# Центральная консистория израильтян Франции
Центральная консистория израильтян Франции (фр. Consistoire central israélite de France) — созданный при французском императоре Наполеоне I (декрет от 17 марта 1808 года) высший орган евреев Франции в Париже, избирающий главного раввина.

## История
Каждый департамент, насчитывавший 2 тысячи евреев, должен был составлять консисторию (слово было заимствовано из учреждений католической церкви, где консисторией называются собрания кардиналов в присутствии папы), причём больше одной консистории в департаменте не могло быть; те же департаменты, в которыхх еврейское население не достигало этой цифры, объединялись в одну консисторию. Помимо провинциальных консисторий, была учреждена и центральная, стоявшая во главе всех других и руководившая их деятельностью. Центральная консистория состояла из трёх главных раввинов (фр. Grand-rabbin) и двух лиц недуховного звания. Ежегодно один член центральной консистории выбывал, а на его место остальные четыре члена центральной консистории избирали кого-либо другого.
Каждая консистория имела главного раввина, который мог иметь помощника в лице обыкновенного раввина; помимо него, в состав консистории входило три недуховных лица, из которых двое должны были жить в том городе, где находилась консистория. Они избирались 35-ю нотаблями, назначаемыми правительством. В состав консистории мог избираться всякий еврей, удовлетворявший следующим условиям: 1) достиг 30-летнего возраста, 2) не банкрот и 3) не занимался ростовщичеством.
Учреждение консистории не ограничилось территорией одной лишь Франции: все страны, которые завоевал Наполеон и где его влияние сделалось господствующим, должны были вводить консисториальную систему; сначала ее ввела Бельгия, затем Голландия, Вестфалия, северная Италия и т. д. Особенно широкое развитие имела консистория в Вестфальском королевстве, где, под влиянием Якобсона (Israel Jacobson; 1768—1828), король Жером принимал очень решительные меры к скорейшему установлению различных нововведений в жизни евреев. После падения Наполеона учрежденные им консистории были отменены повсюду, за исключением Франции и Бельгии.
В самой организации консистории на протяжении XIX века происходили некоторые изменения, самым важным изменением следует считать введение всеобщего голосования (закон от 12 декабря 1872). До отделения церкви от государства (1905) во Франции существовало 12 консисторий: в Париже, Нанси, Бордо, Лилле, Лионе, Марселе, Байонне, Эпинале, Безансоне, Алжире, Константине и Оране. Каждая консистория имела главного раввина консисториального округа и 6 лиц недуховного звания, а также секретаря. Каждая консистория имела своего представителя в центральной консистории в Париже, представленной таким образом 12 главными раввинами и одним «grand rabbin de France».

## Источник
- Консистория // Еврейская энциклопедия Брокгауза и Ефрона. — СПб., 1908—1913.